# 비리법권천
비리법권천(非理法權天)은 근대 일본의 법개념을 나타나는 말이다. '옳치 않음은 이치를 이길 수 없고, 이치는 법을 이길 수 없으며, 법은 권력을 이길 수 없고, 권력은 하늘을 이길 수 없다.'는 뜻이다. 